# The Wedding Ringer - Un testimone in affitto
The Wedding Ringer - Un testimone in affitto (The Wedding Ringer) è un film del 2015 diretto da Jeremy Garelick.

## Trama
Doug, un giovane avvocato di successo, sta per sposarsi con Gretchen, una bella ragazza di buona famiglia, ma nessuno può fargli da testimone. Il wedding planner capisce subito che in realtà Doug non ha amici, quindi gli dà l'indirizzo di una persona che possa aiutarlo, Jimmy Callahan. Doug va da Jimmy, specializzato nel dare assistenza a sposi che non hanno testimoni. Jimmy dovrà reclutare una squadra di testimoni in una settimana e addestrarli per l'occasione, Jimmy però menziona a Doug la regola principale: lui e il cliente non saranno mai veramente amici, ma dovranno solo fingere fino alla conclusione del matrimonio.
Jimmy e Doug vanno a pranzare con la famiglia di Gretchen, stando al copione il nome di Jimmy è "Bic Mitchum", è un prete, nonché soldato. Jimmy conosce i familiari di Gretchen, suo padre Ed, un uomo arrogante che si diverte a sminuire Doug, e Alison, la sorella di Gretchen. Il giorno delle nozze si fa sempre più vicino, e Jimmy presenta a Doug i suoi testimoni, un gruppo di persone piuttosto eccentriche, con le quali però Doug si sente a suo agio, iniziando a costruire con loro un reale rapporto di amicizia. Jimmy porta Doug a una festa di matrimonio per fargli capire come solitamente si svolgono e cosa lo aspetta, i due iniziano a divertirsi, Jimmy gli confida di come decise di avviare la sua singolare attività. Jimmy riaccompagna quindi Doug a casa, e nonostante si sia divertito con lui, gli rammenta ancora una volta che la loro amicizia è solo una finzione.
Jimmy inizia a riconsiderare la sua vita, la sua segretaria gli fa notare che Jimmy non ha veri amici, e che in principio lui creò l'attività perché aveva a cuore le persone che non avevano amici, ma ora Jimmy è diventato un uomo cinico. Jimmy e i gli altri testimoni organizzano un addio al celibato per Doug, quest'ultimo si diverte come mai in vita sua, anche se poi finisce in ospedale a causa di un incidente imbarazzante con un cane.
Jimmy, Doug e i testimoni giocano a football contro Ed e i suoi amici, i quali giocano pesante. Jimmy, stanco delle prepotenze di Ed, decide di spronare i suoi compagni a impegnarsi di più, infine la partita si trasforma in una vera e propria lotta, Ed si infortuna a un ginocchio, ma in compenso la squadra di Jimmy e Doug vince, in questo modo Doug dà una lezione al suo futuro suocero. Il giorno della cena di prova del matrimonio, Doug presenta a tutti i suoi testimoni, i quali in un primo momento non avevano fatto una buona impressione, ma poi iniziano a far apparire Doug sotto una nuova luce, facendogli fare una bella figura, inoltre Jimmy inizia a fare amicizia con Alison, per la quale comincia a provare un po' di attrazione.
Il giorno del matrimonio il prete non può venire; arriva così un sostituto, che però conosce la vera identità di Jimmy, quindi i testimoni lo rapiscono, infine Doug decide che sia Jimmy a ufficializzare l'unione, dato che tutti lo credono un prete. Doug e Gretchen si sposano, ma Gretchen confessa di non amare Doug, e di averlo sposato solo perché è un bravo ragazzo con il quale avere dei figli, e perché ha il denaro per procurarle un buon stile di vita. Doug sente la loro discussione, e quando Jimmy va da lui, ammette che dopotutto la sposava solamente per essere soddisfatto di avere per moglie una bella ragazza. Durante il discorso del testimone, Jimmy non riesce a trovare le parole giuste, infine Doug si fa coraggio e ammette la verità davanti a tutti, cioè che il suo testimone in realtà non è chi dice di essere, inoltre decide di lasciare Gretchen, anche perché non sono legalmente sposati in quanto Jimmy non è un prete, capendo che in realtà non è innamorato. Jimmy e Doug, diventati ormai veramente amici, scappano via, inoltre Jimmy chiede a Alison se vuole uscire con lui, e nonostante lo stupore nell'apprendere tutta la verità, lei gli dice di sì.

## Riconoscimenti
- 2015 - MTV Movie Awards[1][2]
  - Candidatura per la miglior performance comica a Kevin Hart
- 2015 - Razzie Awards
  - Peggior attrice non protagonista a Kaley Cuoco
  - Candidatura per il peggior attore non protagonista a Josh Gad